# Pseudogaurax longicornis
Pseudogaurax longicornis är en tvåvingeart som beskrevs av Curtis W. Sabrosky 1946. Pseudogaurax longicornis ingår i släktet Pseudogaurax och familjen fritflugor. Inga underarter finns listade i Catalogue of Life.